# Первая лига чемпионата Казахстана по мини-футболу
Первая лига АФРК — второй дивизион в структуре чемпионата Казахстана по мини-футболу, проводящегося под эгидой Ассоциации мини-футбола Казахстана.

## Формат турнира
Турнир проводится по круговой системе («каждый с каждым») по наибольшей сумме набранных очков во всех матчах данного турнира.

### Выход вПремьер-лигу
Системой не предусматривается прямой выход в главный чемпионат Казахстана по мини-футболу. Всё зависит от клуба, который имеет возможность переходить в Премьер-лигу. Ассоциация мини-футбола Казахстана приглашает победителя Первой лиги принять участие в чемпионате, но переход в первенство предусматривает особое строгое лицензирование, и не каждый клуб готов к этому, предпочитая остаться в низшем дивизионе.

## Победители
| 2002 | Цементник (Семей)           |
| 2004 | Транссистема (Алматы)       |
| 2005 | ДЕП (Костанай)              |
| 2006 | Дуние Футбол Алеми (Алматы) |
| 2007 | Аят (Рудный)                |
| 2008 | Калкан (Астана)             |
| 2009 | Транссистема (Алматы)       |
| 2010 | Тайпак (Уральск)            |
| 2011 | Озенмунайгаз (Жанаозен)     |
| 2012 | Акжайык (Уральск)           |
| 2013 | ЦСКА (Астана)               |
| 2014 | Инжу (Актобе)               |
| 2015 | Жетысу (Талдыкорган)        |
| 2016 | СДЮШОР № 7                  |
| 2017 | Окжетпес (Кокшетау)         |
| 2018 | Прогресс (Караганды)        |